# 磐園村
磐園村（いわそのむら）は奈良県北西部、北葛城郡に属していた村。現在の大和高田市中部、築山駅から高田川左岸の一帯に相当する。

## 歴史
- 1889年（明治22年）4月1日 - 町村制の施行により、磯野村、大中村、有井村、神楽村、築山村が合併し、磐園村となる。
- 1897年（明治30年）4月1日 - 所属郡を北葛城郡に変更。
- 1941年（昭和16年）1月1日 - 浮孔村とともに高田町へ編入。同日磐園村廃止。

## 交通
- 大阪電気軌道
  - 桜井線
    - 築山駅